# Каліський союзний договір
Каліський союзний договір — договір про мир, дружбу і наступальний та оборонний союз між Росією та Пруссією, підписаний спочатку 27 лютого 1813 року в Бреслау, потім 28 лютого в Каліші. Цей договір розпочав формування шостої антифранцузької коаліції. Договір підписали фельдмаршал М. І. Кутузов і прусський канцлер К. А. Гарденберг.
За умовами договору Пруссія відновлювалась у кордонах 1806 року, німецьким державам поверталася незалежність. Сторони зобов'язалися вести спільні дії проти Франції і не укладати сепаратних договорів з нею. Після підписання договору Пруссія розірвала союз із Францією та 27 березня 1813 року оголосила їй війну.